# Madanur, Arkalgud
Madanur là một làng thuộc tehsil Arkalgud, huyện Hassan, bang Karnataka, Ấn Độ.